# Лопес, Адальберто
Хосе Адальберто Ло́пес (исп. Jose Adalberto López; 4 июля 1923, Кокула, штат Халиско — 15 декабря 1996, Лос-Анджелес) — мексиканский футболист, нападающий. Занимает второе место по числу достижений в качестве лучшего бомбардира чемпионата Мексики — пять раз.

## Карьера
Адальберто Лопес родился на ранчо Тринидад в нескольких километрах от Кокулы. Оттуда он переехал в Гвадалахару. Там же он начал карьеру, играя за клуб «Аудасес Асулес», откуда за сумму в сто песо перешёл в «Атланте». В первом же сезоне Лопес выиграл с командой кубок и чемпионат чемпионов Мексики. В этом же клубе он получил своё прозвище — «Думбо», из-за размера своих ушей. За эту команду нападающий играл пять лет, однако большую часть матчей он начинал со скамьи запасных: лидером команды был Орасио Касарин, а Лопес рассматривался только как его подмена. Из-за чего футболист, забивший за пять лет только пять голов, принял решение расстаться с командой.
В 1946 году Лопес перешёл в клуб «Леон» и в первом же сезоне стал лучший бомбардиром чемпионата, забив 33 гола. А годом позже, вновь став лучшим бомбардиром, привёл команду к выигрышу чемпионата страны, ставшего первым подобным титулом в истории «Леона». Годом позже клуб выиграл чемпионат, кубок и чемпионат чемпионов Мексики. За клуб Адальберто играл четыре сезона, в которых забил 136 голов.
В 1950 году Лопес стал игроком клуба «Атласа», заплатившего за трансфер форварда 38 тысяч песо, из которых 25 тысяч доставались «Леону», а 13 тысяч самому футболисту. И в первый же сезон он привёл клуб к титулу чемпиона страны. За сезон Адальберто забил 14 голов, став вторым бомбардиром первенства. Годом позже футболист перешёл в клуб «Оро», где в четвёртый раз в карьере выиграл приз лучшему снайперу чемпионата. А завершил карьеру Адальберто в команде «Гвадалахара», в которой также стал лучшим бомбардиром.
В 1947 году Лопес в составе сборной Мексики поехал на Североамериканский кубок наций. В первом матче его команда победила сборную США со счётом 5:0, а сам футболист сделал хет-трик. Во втором матче его команда победила кубинцев и стала победителем соревнования. Лопес же стал лучшим бомбардиром первенства с 4 голами. В 1950 году он был кандидатом на поездку на чемпионат мира, но в итоговый ростер не попал. Всего за национальную команду он провёл 6 матчей и забил 4 гола.
В 1956 году Лопес переехал в Лос-Анджелес, где уже в футбол не играл. Он умер там же в 1996 году. Его прах был развеян на стадионе «Леона» Мартиника.

## Международная статистика
| Матчи Адальберто Лопеса за сборную Мексики | Матчи Адальберто Лопеса за сборную Мексики | Матчи Адальберто Лопеса за сборную Мексики | Матчи Адальберто Лопеса за сборную Мексики | Матчи Адальберто Лопеса за сборную Мексики | Матчи Адальберто Лопеса за сборную Мексики | Матчи Адальберто Лопеса за сборную Мексики |
| ------------------------------------------ | ------------------------------------------ | ------------------------------------------ | ------------------------------------------ | ------------------------------------------ | ------------------------------------------ | ------------------------------------------ |
| №                                          | Дата                                       | Место проведения                           | Оппонент                                   | Счёт                                       | Голы                                       | Турнир                                     |
| 1                                          | 13 июля 1947                               | Гавана                                     | США                                        | 5:0                                        | 3                                          | Североамериканский кубок наций             |
| 2                                          | 13 июля 1947                               | Гавана                                     | Куба                                       | 3:1                                        | 1                                          | Североамериканский кубок наций             |
| 3                                          | 23 марта 1952                              | Сантьяго                                   | Уругвай                                    | 1:3                                        | −                                          | Панамериканский чемпионат                  |
| 4                                          | 26 марта 1952                              | Сантьяго                                   | Чили                                       | 0:4                                        | −                                          | Панамериканский чемпионат                  |
| 5                                          | 6 апреля 1952                              | Сантьяго                                   | Бразилия                                   | 0:2                                        | −                                          | Панамериканский чемпионат                  |
| 6                                          | 10 апреля 1952                             | Сантьяго                                   | Панама                                     | 4:2                                        | −                                          | Панамериканский чемпионат                  |

## Достижения

### Командные
- Обладатель Кубка Мексики: 1941/1942, 1948/1949
- Победитель Чемпионата чемпионов Мексики: 1942, 1948, 1949
- Обладатель Североамериканского кубка наций: 1947
- Чемпион Мексики: 1947/1948, 1948/1949, 1950/1951

### Личные
- Лучший бомбардир чемпионата Мексики: 1946/1947 (33 гола), 1947/1948 (36 голов), 1948/1949 (28 голов), 1951/1952 (16 голов), 1953/1954 (21 гол)
- Лучший бомбардир Североамериканского кубка наций: 1947 (4 гола)